# Kistufell (kulle)
Kistufell är en kulle i republiken Island.   Den ligger i regionen Suðurland, i den södra delen av landet, 170 km öster om huvudstaden Reykjavík. Toppen på Kistufell är 294 meter över havet.
Terrängen runt Kistufell är kuperad västerut, men österut är den platt.  Trakten runt Kistufell är nära nog obefolkad, med mindre än två invånare per kvadratkilometer. Närmaste större samhälle är Vík í Mýrdal, 16,7 km sydväst om Kistufell.